# Цуккерман, Виктор Абрамович
Ви́ктор Абра́мович Цуккерма́н (6 октября 1903, Браилов Винницкого уезда Подольской губернии — 30 сентября 1988, Москва) — советский музыковед и педагог, профессор Московской консерватории, доктор искусствоведения. Заслуженный деятель искусств РСФСР (1966).

## Биография
Обучался в Киевской консерватории по классам фортепиано у Феликса Блуменфельда, Болеслава Яворского и Григория Когана, теории музыки — также у Яворского и Альшванга.
В студенческие годы был дружен с Владимиром Горовицем. В 1923—1926 годах читал лекции в Киевской консерватории, затем — преподавал в Московской консерватории, в 1936—1942 — заведующий кафедрой теории музыки, с 1939 — профессор.
В 1931 году получил степень кандидата, в 1958 — доктора искусствоведения. Вёл также активную деятельность в Союзе композиторов СССР. Среди учеников Цуккермана — многие известные музыковеды, в том числе Иннокентий Попов, Г. В. Григорьева, И. А. Барсова, Ю. А. Фортунатов, композиторы — Эдисон Денисов, Андрей Эшпай, Николай Пейко.
Похоронен на Кунцевском кладбище.

## Научная деятельность
Цуккерман — один из основоположников современного отечественного музыковедения. В своих работах он фокусировал внимание прежде всего на теории и методологии музыкального анализа. Вместе со Львом Мазелем, Иосифом Рыжкиным и другими музыковедами своего времени Цуккерман развивал метод «целостного анализа», основанный на интерпретации сочинения через детальное исследование мелодии, гармонии, ритмических и синтаксических структур и форм.
Значителен вклад Цуккермана в литературу по истории музыкальных форм: в своей книге «Вариационная форма», выпущенной в 1974 году, он описал развитие вариаций со времён Палестрины до Стравинского и Бартока, как и в другом своём масштабном труде — «Рондо в его историческом развитии» (1988—1990). Большую научную ценность также имеют монографии Цуккермана, посвящённые Глинке (1957) и Листу (1984), в которых автор анализирует творчество композиторов, взяв в качестве фундамента по одному произведению, в котором наиболее ярко проявились характерные черты их стиля («Камаринская» Глинки и Соната h-moll Листа, соответственно). В 1971 году увидела свет книга Цуккермана «Выразительные средства лирики Чайковского», над которой он работал около тридцати лет. В ней автор отражает отличительные черты лирического мелодизма Чайковского, основываясь на анализе взаимосвязи музыки композитора с его мыслительным процессом, а также приводит систематизацию применяемых им методов мелодического развития.
Учебные и методические работы Цуккермана сегодня широко используются при обучении.

## Основные труды
- «Камаринская» Глинки и её традиции в русской музыке. — М., 1957.
- Заметки о музыкальном языке Шопена // Фридерик Шопен: Статьи и исследования / Под ред. Г. Эдельмана. — М., 1960. С. 44-81.
- Музыкальные жанры и основы музыкальной формы. — М., 1964.
- Анализ музыкальных произведений. Элементы музыки и методика анализа малых форм[3]. (совместно с Л. Мазелем). — М., 1967.
- Музыкально-теоретические очерки и этюды. Тт. 1-2. — М., 1970, 1976.
- Выразительные средства лирики Чайковского. — М., 1971.
- Анализ музыкальных произведений: Вариационная форма. — М., 1974 (2-е изд. 1987).
- Анализ музыкальных произведений: Общие принципы развития и формообразования в музыке. Простые формы. — М., 1980.
- Анализ музыкальных произведений: Сложные формы. — М., 1984.
- Соната си минор Листа. — М., 1984.
- Анализ музыкальных произведений: Рондо в его историческом развитии. Ч. 1, 2. — М., 1988, 1990.

## Награды и звания
- заслуженный деятель искусств РСФСР (14.10.1966)
- орден Ленина (1953)
- орден Трудового Красного Знамени (28.12.1946)